# Okres Přerov
Der  Okres Přerov (Bezirk Prerau) befindet sich im Olomoucký kraj (Region Olmütz) im Osten Tschechiens. Přerovsko liegt in der Mitte von Mähren am Zusammenfluss der Flüsse Morava und Bečva. Er grenzt an den Okres Olomouc (Bezirk Olmütz) und Okres Prostějov (Bezirk Proßnitz). Im Süden hat er eine gemeinsame Grenze mit dem Okres Nový Jičín (Bezirk Neutitschein) in der Region Mährisch-Schlesien (Moravskoslezský kraj) und den Bezirken Okres Vsetín und Okres Kroměříž (Bezirk Kremsier) der Region Zlín.

## Fläche
Mit der Gesamtfläche von 845 km² ist er der drittgrößte Bezirk im Kreis Olomouc. Von der Gesamtfläche des Kreises nimmt er 17 Prozent ein. Einen Teil bildet die Ebene Haná, die allmählich in das Mährische Tor (Moravská brána) mit den Hügeln des Odergebirges (Oderské vrchy) übergeht. 68,5 Prozent des Bodens werden landwirtschaftlich genutzt, 20 Prozent nehmen Wälder ein. Der Okres umfasst 105 Gemeinden mit 153 Ortsteilen und 228 Grundsiedlungseinheiten.

## Denkmäler
Přerovsko ist reich an Natur- und Geschichtsdenkmälern. Neben der Teich- und Seelandschaft bei Tovačov imponiert das Waldgebiet um die Burg Helfštýn. Sehenswert sind auch das Kurgebiet in Teplice nad Bečvou, die Zbraschauer Aragonithöhlen und der Hranická propast, die tiefste Schlucht in Tschechien (−244,5 m) in der Umgebung von Hranice na Moravě, sowie das älteste Museum Johann Amos Comenius in Přerov.

## Verkehr
Přerovsko ist ein wichtiger Eisenbahn- und Verkehrsknotenpunkt. Wander- und Fahrradwege wurden eingerichtet und beschildert.

## Geschichte
Im Juni 1945 wurden beim Massaker von Prerau 265 meist deutsche Flüchtlinge, die vom Evakuierungsort mit der Eisenbahn in ihre slowakische Heimat zurückkehren wollten, von tschechischen Milizen am Prerauer/Přerover Rangierbahnhof bei Lověšice auf der Schwedenschanze am Stadtrand ermordet.
Mit Beginn des Jahres 2016 wurde die aus dem Truppenübungsplatz Libavá ausgegliederte Gemeinde Luboměř pod Strážnou vom Okres Olomouc in den Okres Přerov umgegliedert.

## Beschäftigung
Der immer noch höchsten Arbeitslosigkeit in Tschechien wird durch die Erschließung von neuen Industriezonen entgegengewirkt.

## Städte und Gemeinden
Bělotín – Beňov – Bezuchov – Bohuslávky – Bochoř – Brodek u Přerova – Buk – Býškovice – Císařov – Citov – Čechy – Čelechovice – Černotín – Dobrčice – Dolní Nětčice – Dolní Těšice – Dolní Újezd – Domaželice – Dřevohostice – Grymov – Hlinsko – Horní Moštěnice – Horní Nětčice – Horní Těšice – Horní Újezd – Hrabůvka – Hradčany – Hranice – Hustopeče nad Bečvou – Jezernice – Jindřichov – Kladníky – Klokočí – Kojetín – Kokory – Křenovice – Křtomil – Lazníčky – Lazníky – Lhota – Lhotka – Lipník nad Bečvou – Lipová – Líšná – Lobodice – Luboměř pod Strážnou – Malhotice – Měrovice nad Hanou – Milenov – Milotice nad Bečvou – Nahošovice – Nelešovice – Oldřichov – Olšovec – Opatovice – Oplocany – Oprostovice – Osek nad Bečvou – Paršovice – Partutovice – Pavlovice u Přerova – Podolí – Polkovice – Polom – Potštát – Prosenice – Provodovice – Přerov – Přestavlky – Radíkov – Radkova Lhota – Radkovy – Radotín – Radslavice – Radvanice – Rakov – Rokytnice – Rouské – Říkovice – Skalička – Soběchleby – Sobíšky – Stará Ves – Stříbrnice – Střítež nad Ludinou – Sušice – Šišma – Špičky – Teplice nad Bečvou – Tovačov – Troubky – Tučín – Turovice – Týn nad Bečvou – Uhřičice – Ústí – Veselíčko – Věžky – Vlkoš – Všechovice – Výkleky – Zábeštní Lhota – Zámrsky – Žákovice – Želatovice